# Gas, fu necessario distruggere il mondo per poterlo salvare
Gas, fu necessario distruggere il mondo per poterlo salvare (Gas-s-s-s, conosciuto anche come Gas! -Or- It Became Necessary to Destroy the World in Order to Save It.) è un film del 1970, diretto da Roger Corman.

## Trama
A causa di una perdita involontaria, si disperde, nel nord dell'America, un gas letale per la popolazione maggiorenne. Alcuni giovani decidono, quindi, di scappare nel Nuovo Messico e viversi la loro vita sfrontata. 

## Produzione
L'idea del film nacque dalla mente di Corman, dopo un incontro avvenuto con George Armitage, responsabile della 20th Century Fox. Stando alla parole del regista, originariamente doveva essere un progetto prodotto dalla United Artists. La compagnia, in seguito, si è ritirata e il cineasta ha deciso di auto-finanziarsi la pellicola, con un budget modesto (di circa 300 000 dollari). Corman, per realizzare la sceneggiatura, si è ispirato ad un suo precedente lavoro, Un secchio di sangue. Molte scene sono state girate all'impronta.

## Distribuzione
È uscito nelle sale americane nel settembre del 1970. Fu proposto, in seguito, in Europa, due anni dopo. 
Esistono versioni home video in commercio, oltre ad essere presente il titolo in alcune piattaforme streaming. 

## Accoglienza
Il film è stato accolto tiepidamente dalla critica italiana. Il sito Longtake lo recensisce come «commedia fiacchissima (...) incapace di coinvolgere lo spettatore». Morando Morandini, dello stesso avviso, commenta il lungometraggio come «operazione commerciale (...) di deboli trovate umoristiche (...) grottesche». La rivista FilmTv giudica l'opera di Corman «hippie-movie pazzerello».